# 雙鼠星系
雙鼠星系 (也稱為 NGC 4676）是在后髮座的兩個螺旋星系，距離我們大約2億9千萬光年遠，它們目前正在碰撞和合併的過程中，名稱則是來自潮汐作用 －有別於地心引力，是星系彼此之間的近端和遠端拉力的差異，稱為星系潮汐 － 造成的長尾。它們都是后髮座星系團的成員，可能是兩個已經經歷過碰撞的星系，並且還會持續進行直到完全合而為一。這個星系的顏色很奇特，在上面的星系，由旋臂和藍白色殘骸圍繞的核心有一些黑暗的標記。尾部也很不尋常，開始處呈現出藍色而在結束的地方是淡黃色，
而不同於一般的。事實上，每條旋臂通常都是以黃色開始而以淡藍色結束。下面的星系就比較像一般的星系，有著黃心和兩條弧形，殘餘的旋臂底下仍然呈現藍色。

## 外部連結
- APOD: When Mice Collide (6/12/04) （页面存档备份，存于）
- astrographics.com: Mice Galaxies （页面存档备份，存于）
- The Mice Galaxies （页面存档备份，存于）